# Norman Dutton
Pour les articles homonymes, voir Dutton.
Temple de la renommée : 1958
Norman Alexander Dutton dit Mervyn « Red » Dutton, CM, (né le 23 juillet 1897 à Russell, dans la province du Manitoba au Canada - mort le 15 mars 1987 à Calgary, dans la province de l'Alberta au Canada) est un joueur professionnel, un entraîneur et un dirigeant canadien de hockey sur glace.
Dutton a joué successivement pour les Tigers de Calgary de la Western Canada Hockey League (WCHL), avec lesquels il remporte le championnat en 1924, puis pour les Maroons de Montréal et les Americans de New York de la Ligue nationale de hockey (LNH). Défenseur au jeu physique, Dutton est souvent le joueur le plus pénalisé de son équipe.
À partir de 1935, il devient l'entraîneur et le directeur général des Americans avant d'en devenir le propriétaire jusqu'à la cessation d'activités de la franchise en 1942, due à la Seconde Guerre mondiale. En 1943, il succède à Frank Calder en tant que président de la LNH par intérim, mais démissionne trois ans plus tard à la suite d'une promesse non tenue par les gouverneurs de la ligue de réintégrer les Americans dans la ligue une fois la guerre terminée. Il est par la suite l'un des trustees de la Coupe Stanley, une responsabilité qu'il conserve pendant trente-sept ans, mais limite autrement sa participation dans le monde du hockey. En 1958, il est intronisé au Temple de la renommée du hockey en tant que joueur puis reçoit en 1993 à titre posthume le trophée Lester-Patrick pour ses services rendus au hockey sur glace aux États-Unis.
Homme d'affaires brillant, Dutton dirige une compagnie de construction qui a construit entre autres le McMahon Stadium de Calgary. Il est pendant un temps le président du club de football canadien des Stampeders de Calgary ainsi que de la Calgary Exhibition and Stampede. En 1981, il est investi en tant que membre de l'Ordre du Canada. Il est également membre du temple de la renommée du hockey du Manitoba et de celui des sports de l'Alberta.

## Biographie

### Jeunesse
Dutton est né le 23 juillet 1897 à Russell, dans la province canadienne du Manitoba. Son père Bill est un entrepreneur prospère qui a participé à la construction du réseau de chemin de fer transcontinental du Canada. Alors qu'il n'est qu'un enfant le jeune Dutton aide souvent son père dans son travail. Il a au moins deux frères aînés et une sœur,.
Son nom de naissance est Norman Alexander Dutton, mais très vite ses prénoms sont ignorés. Une amie de la famille des Duttons refuse de l'appeler Norman, considérant que le prénom ait à son avis une connotation négative, et préfère le nommer « Mervyn », un nom qui restera. Ses amis le surnomme « Red » en raison de la couleur de ses cheveux. Dès lors, pour beaucoup, il est connu sous le nom de Mervyn « Red » Dutton.
Dutton étudie au St. John's College de Winnipeg. En 1915, il quitte l'école et falsifie ses papiers afin de se porter volontaire avec le Corps expéditionnaire dans la Première Guerre mondiale et sert dans la Princess Patricia's Canadian Light Infantry; il est alors âgé de 18 ans. Dutton prend part à la Bataille de la crête de Vimy en avril 1917 lorsqu'il subit une blessure à la jambe droite résultant d'un éclat d'obus. La blessure est si grave que les médecins souhaitent l'amputer. Dutton refuse et passe les dix-huit mois suivants à récupérer le plein usage de sa jambe. Libéré du service en 1919, il retourne à Winnipeg où il renforce sa jambe en s'entraînant au hockey sept heures par jour et en jouant dans sept ligues locales différentes durant la saison 1919-1920.
Il tente également de créer sa propre société de construction, mais une dépression économique en 1920 le force à la fermer. Il travaille ensuite dans une entreprise d'emballage de Winnipeg jusqu'à ce que celle-ci ferme également ses portes. Sans argent, il rencontre alors le propriétaire d'une équipe de hockey de Calgary qui souhaite le recruter et lui offre 2 500 dollars pour venir jouer dans l'Alberta.

### Débuts professionnels à Calgary
Red Dutton rejoint les Canadians de Calgary de la Big-4 Hockey League, une ligue qui bien que payant ses joueurs déclare être amateur afin de concourir pour la Coupe Allan. Avant la fin de la saison 1920-1921, une dispute éclate au sein de la ligue opposant d'un côté les Canadians et les Tigers de Calgary et de l'autre les Eskimos d'Edmonton sur la question de l'éligibilité de Bill Tobin, le gardien de but des Eskimos. Celle-ci aboutit à la dissolution de la ligue avant la fin du calendrier.

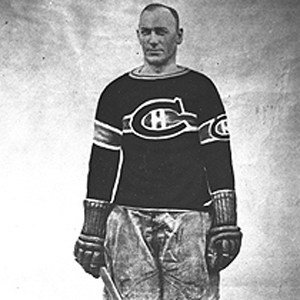
Herb Gardiner (ici avec les Canadiens de Montréal à la fin des années 1920) joue en défense aux côtés de Dutton pendant les cinq saisons de la WCHL.

Durant l'été 1921, les Canadians, les Tigers et les Eskimos décident de créer avec deux équipes provenant de la Saskatchewan une nouvelle ligue, cette fois-ci ouvertement professionnelle, la Western Canada Hockey League (WCHL). Un accord entre cette nouvelle ligue et l'Association de hockey de la Côte du Pacifique (PCHA) fait que le champion de la WCHL affronte celui de la PCHA dans une série. Le vainqueur de celle-ci joue ensuite contre l'équipe championne de la Ligue nationale de hockey pour la Coupe Stanley. Avant le début de la saison 1921-1922, les deux équipes de Calgary décident d'aligner une équipe commune sous les couleurs des Tigers, dont Dutton fait dès lors partie. Associé en défense avec Herb Gardiner, il inscrit 15 buts en 22 parties jouées. Joueur le plus pénalisé de la ligue avec 73 minutes reçues, il est également nommé dans la première équipe d'étoiles. Les Tigers se classent troisièmes avec 14 victoires pour 10 défaites, soit un point derrière les Eskimos et les Capitals de Regina qui comptent 14 victoires pour 9 défaites et un match nul. Cette rencontre nulle est alors rejouée pour déterminer qui finit premier et Edmonton remporte la partie sur la marque de 11-2. Les Capitals et les Tigers, désormais à égalité, disputent une série de deux parties pour savoir qui se qualifiera pour la finale de la WCHL. Vainqueur de la première confrontation 1-0, Regina assure sa place en obtenant un nul 1-1 lors de la seconde.
En 1922-1923, la PCHA et la WCHL forme un calendrier commun tout en gardant leur indépendance respective. Calgary se classe une nouvelle fois troisième derrière Edmonton et Regina et ne prend pas part aux séries. Dutton ne joue que 18 des 30 parties mais finit malgré tout avec le plus grand nombre de pénalité de son équipe et est nommé dans la première équipe d'étoiles.

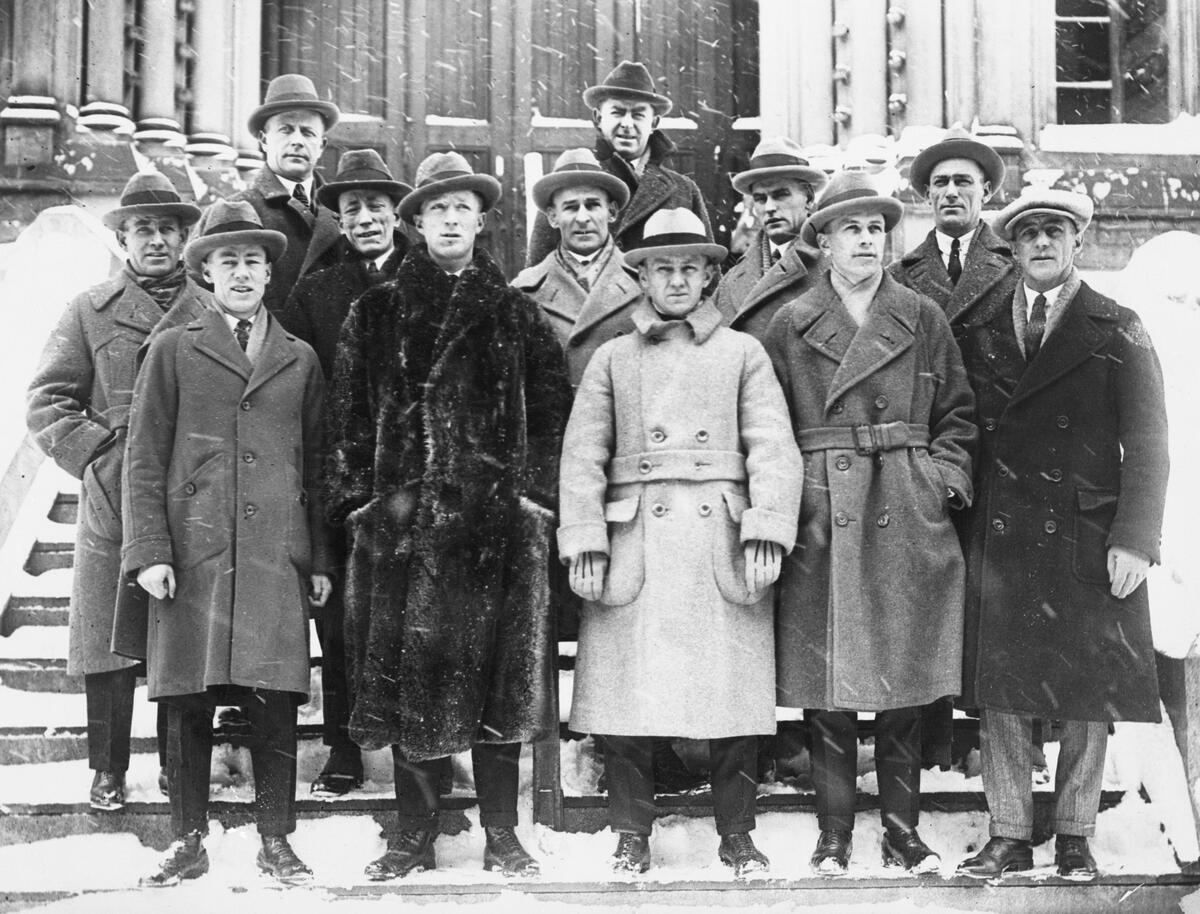
Dutton (deuxième sur la gauche au premier rang) et les Tigers de Calgary dispute la finale de la Coupe Stanley en 1924 où ils s'inclinent face aux Canadiens de Montréal.

La saison suivante, les choses vont mieux pour les Tigers qui terminent en devançant les Capitals d'un point tandis qu'Edmonton termine derniers. Présent lors de chaque partie, « Red » Dutton se fait de nouveau remarquer de par son jeu physique et reçoit 54 minutes de pénalité, le plus grand nombre de la ligue. En finale, les Tigers et les Capitals se séparent sur un score de parité de 2 buts partout lors de la première partie, après une rencontre acharnée. Lors d'une seconde partie tout aussi disputée, les hommes de l'Alberta s'imposent 2 buts à 0 et remportent leur premier titre. Dutton est l'auteur de la passe décisive sur le but victorieux de Cully Wilson après avoir fait monter la palet sur la longueur de la patinoire. Les Tigers se trouvent ensuite confronter aux Maroons de Vancouver de Frank Patrick, champions de la PCHA, dans une série jouée au meilleur des trois matchs. Battus sur la glace de Vancouver 3 buts à 1, les Tigers se reprennent à domicile en dominant leurs adversaires sur la marque de 6-3. Lors de la partie décisive jouée à Winnipeg, Calgary remporte la rencontre 3-1 et se qualifie pour sa première finale de la Coupe Stanley. Les Tigers y retrouvent les Canadiens de Montréal, champions de la LNH. Ces derniers ont entre-temps dû affronter les Maroons qu'ils éliminent 2 victoires à 0. La première rencontre jouée à l'Aréna Mont-Royal de Montréal, dont la glace est rendue fondante par des températures plus élevées que d'habitude, avantage l'équipe locale qui s'impose 6 buts à 1, grâce notamment à un tour du chapeau du jeune Howie Morenz tandis que Gardiner inscrit le seul but des Tigers. Les Montréalais remportent ensuite la seconde confrontation, disputée à l'Auditorium d'Ottawa afin de profiter de la glace artificielle, par 3 buts à zéro.

## Statistiques

### Statistiques en club
| Saison     | Équipe                | Ligue      |     | Saison régulière | Saison régulière | Saison régulière | Saison régulière | Saison régulière |   | Séries éliminatoires | Séries éliminatoires | Séries éliminatoires | Séries éliminatoires | Séries éliminatoires |
| Saison     | Équipe                | Ligue      | PJ  | B                | A                | Pts              | Pun              | PJ               | B | A                    | Pts                  | Pun                  |                      |                      |
| 1919-1920  | Winnipegs de Winnipeg | WSrHL      | 8   | 6                | 7                | 13               | 10               | 2                | 0 | 0                    | 0                    | 6                    |                      |                      |
| 1920-1921  | Canadians de Calgary  | Big-4      | 15  | 3                | 8                | 11               | 38               |                  |   |                      |                      |                      |                      |                      |
| 1921-1922  | Tigers de Calgary     | WCHL       | 22  | 15               | 5                | 20               | 73               | 2                | 0 | 0                    | 0                    | 3                    |                      |                      |
| 1922-1923  | Tigers de Calgary     | WCHL       | 18  | 2                | 4                | 6                | 24               |                  |   |                      |                      |                      |                      |                      |
| 1923-1924  | Tigers de Calgary     | WCHL       | 30  | 6                | 7                | 13               | 54               | 7                | 1 | 1                    | 2                    | 12                   |                      |                      |
| 1924-1925  | Tigers de Calgary     | WCHL       | 23  | 8                | 4                | 12               | 72               | 2                | 0 | 0                    | 0                    | 8                    |                      |                      |
| 1925-1926  | Tigers de Calgary     | WHL        | 30  | 10               | 5                | 15               | 87               |                  |   |                      |                      |                      |                      |                      |
| 1926-1927  | Maroons de Montréal   | LNH        | 44  | 4                | 4                | 8                | 108              | 2                | 0 | 0                    | 0                    | 4                    |                      |                      |
| 1927-1928  | Maroons de Montréal   | LNH        | 42  | 7                | 6                | 13               | 94               | 9                | 1 | 0                    | 1                    | 27                   |                      |                      |
| 1928-1929  | Marrons de Montréal   | LNH        | 44  | 1                | 3                | 4                | 139              |                  |   |                      |                      |                      |                      |                      |
| 1929-1930  | Maroons de Montréal   | LNH        | 43  | 3                | 13               | 16               | 98               | 4                | 0 | 0                    | 0                    | 2                    |                      |                      |
| 1930-1931  | Americans de New York | LNH        | 44  | 1                | 11               | 12               | 71               |                  |   |                      |                      |                      |                      |                      |
| 1931-1932  | Americans de New York | LNH        | 47  | 3                | 5                | 8                | 107              |                  |   |                      |                      |                      |                      |                      |
| 1932-1933  | Americans de New York | LNH        | 43  | 0                | 2                | 2                | 74               |                  |   |                      |                      |                      |                      |                      |
| 1933-1934  | Americans de New York | LNH        | 48  | 2                | 8                | 10               | 65               |                  |   |                      |                      |                      |                      |                      |
| 1934-1935  | Americans de New York | LNH        | 48  | 3                | 7                | 10               | 46               |                  |   |                      |                      |                      |                      |                      |
| 1935-1936  | Americans de New York | LNH        | 46  | 5                | 8                | 13               | 69               | 3                | 0 | 0                    | 0                    | 0                    |                      |                      |
| Totaux LNH | Totaux LNH            | Totaux LNH | 449 | 29               | 67               | 96               | 871              | 18               | 1 | 0                    | 1                    | 33                   |                      |                      |

### Statistiques d'entraîneur
| Saison    | Équipe                | Ligue |    | PJ | V  | D  | N    | % V                                                     |  | Séries éliminatoires |
| 1935-1936 | Americans de New York | LNH   | 48 | 16 | 25 | 7  | 40,6 | 1-1 Black Hawks de Chicago · 1-2 Maple Leafs de Toronto |  |                      |
| 1936-1937 | Americans de New York | LNH   | 48 | 15 | 29 | 4  | 35,4 | Équipe non qualifiée                                    |  |                      |
| 1937-1938 | Americans de New York | LNH   | 48 | 19 | 18 | 11 | 51   | 2-1 Rangers de New York · 1-2 Black Hawks de Chicago    |  |                      |
| 1938-1939 | Americans de New York | LNH   | 48 | 17 | 21 | 10 | 45,8 | 0-2 Maple Leafs de Toronto                              |  |                      |
| 1939-1940 | Americans de New York | LNH   | 48 | 15 | 29 | 4  | 35,4 | 1-2 Red Wings de Détroit                                |  |                      |